# Hämotherapie-Richtlinien
Als Hämotherapie-Richtlinien werden die von der deutschen Bundesärztekammer und vom Paul-Ehrlich-Institut (PEI) herausgegebenen Richtlinien zur Gewinnung von Blut und Blutbestandteilen und zur Anwendung von Blutprodukten bezeichnet. Die aktuellste Version der Hämotherapie-Richtlinie ist die Gesamtnovelle des Jahres 2023.
Gemäß § 18 Transfusionsgesetz (TFG) legt die Bundesärztekammer im Einvernehmen mit der zuständigen Bundesoberbehörde (hier: PEI) den Stand der medizinischen Wissenschaft und Technik zur Anwendung von Blut und Blutprodukten in der Medizin fest.
Die Richtlinien beinhalten insbesondere Festlegungen für die Gewinnung von Blut und Blutbestandteilen, d. h. die Durchführung von Blutspenden und die Herstellung und Lagerung von Blutkonserven. Detailliert geregelt werden die Durchführung von Bluttransfusionen und die Dokumentation, die Testung auf Infektionsmarker, die Qualitätssicherung bei der Anwendung von Blutprodukten und ihre Überwachung sowie die Qualifikation und die Aufgaben der jeweils tätigen Personen.
Die Richtlinien binden die teilnehmenden Ärzte juristisch nicht, jedoch würde ein davon abweichender Arzt im Streitfall sein medizinisch einwandfreies Vorgehen zu beweisen haben.

## Gesamtnovelle 2023
Mitte 2023 veröffentlichte die Bundesärztekammer im Einvernehmen mit dem PEI eine Gesamtnovelle der Hämotherapie-Richtlinie. Grund dafür sind vor allem die rechtlichen Änderungen am TFG durch das UPD-Stiftungsgesetz, die eine grundlegende Aktualisierung notwendig gemacht haben.
Nach der neuen Richtlinie sind Ausschlüsse oder Rückstellungen aufgrund der Zugehörigkeit zu einer Gruppe mit einer bestimmten sexuellen Orientierung oder einer bestimmten Geschlechtsidentität nicht mehr möglich. Es gilt nur noch das jeweilige individuelle Sexualverhalten des Spenders (§ 12a TFG).
Die starre Altersgrenze für Spender ist einer individuellen ärztlichen Beurteilung der Spendentauglichkeit gewichen (§ 12a TFG).
Außerdem wurden Vorgaben zum Einsatz telemedizinischer Verfahren geregelt, die nun nach dem TFG in bestimmten Konstellationen erlaubt sind.